# Horacio Arruda
Pour les articles homonymes, voir Arruda.
Horacio Arruda, né le 7 décembre 1960 à Sainte-Thérèse, est un médecin et administrateur québécois. Médecin spécialiste en santé communautaire, il est de 2012 à janvier 2022 directeur national de santé publique et sous-ministre adjoint à la Direction générale de la santé publique au ministère de la Santé et des Services sociaux du Québec.

## Biographie
Né le 7 décembre 1960 à Sainte-Thérèse, de parents originaires des Açores (Portugal) qui ont immigré au Québec à la fin des années 1950, Horacio Arruda a obtenu un doctorat de médecine de l'Université de Sherbrooke en 1983. Il a étudié en infectiologie et épidémiologie. En 1988, il obtient un certificat en santé communautaire et médecine préventive, également à l'Université de Sherbrooke.
Pendant ses premières années de pratique, le Dr Arruda travaille à la Cité de la santé de Laval. De 1998 à 2012, il est professeur adjoint de clinique au Département de médecine sociale et préventive de l'Université de Montréal. Il est directeur de la protection de la santé publique au ministère de la Santé et des Services sociaux de 2000 à 2012. En mai 2012, il est nommé à la tête de la Direction de la santé publique. Alors qu'il travaille pour ce ministère, il s'implique dans la gestion de la crise du SRAS en 2003, de la crise du H1N1 en 2009 puis dans les mesures de santé publique lors de l'accident ferroviaire de Lac-Mégantic en 2013.
Horacio Arruda est l'époux de Nicole Mercier, qui pratique la médecine familiale. Le couple a trois enfants.

### Covid-19
Il devient connu du public dans le contexte de lutte contre la pandémie de Covid-19 au Québec. Dans le cadre des conférences de presse quotidiennes du premier ministre François Legault, de la ministre de la Santé Danielle McCann et de lui-même, il tient un rôle de première ligne, ce qui lui vaut une grande attention médiatique. Son visage se retrouve alors reproduit dans une série de mèmes, de vidéos en ligne et de produits de consommation (teeshirts, miches de pain, etc.) qui lui rendent généralement hommage de manière humoristique.
Le 6 mai 2020, il a été rapporté qu'il avait engagé une stratège politique, France Amyot.
Le 11 mai 2020, Arruda tourne un vidéoclip avec Rod le Stod qui souhaite amasser des fonds pour le Refuge des jeunes de Montréal. Diffusée sur les réseaux sociaux, elle soulève des critiques pour le ton léger de la vidéo, ainsi que pour certaines de ses paroles. Il s'excuse de sa participation à cette danse le lendemain lors du point de presse quotidien.
Les médias révèlent le 12 juin 2020 qu'Arruda, alors directeur national de santé publique du Québec, s'est absenté du 26 février au 8 mars pour un voyage au Maroc, où il a participé à un congrès et pris une semaine de vacances. L'opposition péquiste s'interroge sur sa désinvolture, le premier cas de Covid-19 ayant été identifié au Québec le 27 février, et sur la prise au sérieux de la crise sanitaire par le gouvernement qui a autorisé ce voyage.
Le 31 juillet 2020, Horacio Arruda dépose une plainte à la Sûreté du Québec quatre jours après la diffusion sur les réseaux sociaux de son adresse personnelle et de son numéro de téléphone. Un homme originaire de Drummondville, qui n'est pas celui qui avait été initialement identifié comme la source de la fuite, est arrêté le 7 août 2020, pour avoir diffusé ces informations, en plus d'avoir proféré des menaces contre Arruda.
En décembre 2020, le commentateur politique Michel David affirme qu'Arruda « n’est sans doute plus la coqueluche des premiers jours de la pandémie », mais qu'« il demeure néanmoins un personnage attachant, manifestement désireux de bien faire et dont l’exubérance semble plaire aux Québécois ».
En août 2021, le gouvernement du Québec exige que les salariés du réseau de la santé du Québec, peu importe qu'il soit au public ou au privé, soit complètement vacciné à la date du 15 octobre 2021. Horacio Arruda justifie cette décision ainsi : « On n'a pas le choix de prendre des mesures d’exception auprès d’un sous-groupe de la population, si on souhaite qu’il puisse continuer de donner des soins. ».
Cette décision est contestée par différents acteurs du réseau, certains mentionnant une rupture du service dans plusieurs régions. Également, des syndicats de la santé demande un report de la date butoir.
Le 10 janvier 2022, il remet sa démission au premier ministre du Québec François Legault. Dans sa lettre de démission, il écrit : « Les propos récents tenus sur la crédibilité de nos avis et sur notre rigueur scientifique causent sans doute une certaine érosion de l’adhésion de la population », tout en mentionnant que la gestion de la pandémie est un exercice difficile, incertain.